# Lizard (village)
Pour les articles homonymes, voir Lizard.
Lizard est un village des Cornouailles, en Angleterre. Le village fait partie de la paroisse civile de Landewednack.